# Shit happens
«Shit happens» (від англ. Лайно (гівно) трапляється) — поширений англійський грубий сленговий вираз. Вираз являє собою просте екзистенційне спостереження, що життя наповнене недосконалостями, і в певному розумінні близьке до французького C'est la vie (се ля ви — таке життя). Фраза є визнанням того, що неприємні речі трапляються з людьми без очевидних на те підстав. Фраза вперше була занотована у 1964 році, але у друкованому вжитку не була до 1983 року. Альтернативний, але менш вульгарний вираз — «stuff happens». Можливо походить від «it happens» (так буває), який римується з ним.

## Використання
Вираз Shit happens часто вимовляють, коли прагнуть трохи підбадьорити себе або співрозмовника, пропонують поглянути на речі (як правило, якусь певну халепу) з філософської точки зору: погані речі інколи трапляються з людьми, без будь-яких причин. Також використовують евфемізми, наприклад, it happens або stuff happens.

## Походження
Джерело виразу, також як і перші його згадки, не встановлено. В огляді збірки цитат і крилатих виразів критик й оглядач американського щотижневика The New Yorker Луї Менан (Louis Menand) відмітив, що йому було б «надзвичайно цікаво дізнатися, між іншим, що фраза Shit happens була надрукована у 1983 році у публікації Конни Ейбла (Connie Eble), названій UNC-CH Slang (ймовірно, Університету Північної Кароліни в Чапел-Хілл)». Фраза була популярна до початку 1988 року, з'явившись, зокрема, в першоквітневому номері студентської газети The Daily Collegian (Пенсільванський державний університет). У цьому ж році один водій був звинувачений в образі моралі за те, що закріпив наклейку з гаслом Shit happens до бампера свого авто.

## Відображення в культурі
- У мережі Інтернет набув широкого обігу великий список жартів, які являють собою різні релігійні та філософські погляди на думку, укладену у фразі «Shit happens», так званий «Shit List». У ньому зібрані трактування фраз з точки зору християнства, ісламу, буддизму, екзистенціалізму, комуністичної ідеології і т. д. Наприклад «Юдаїзм: Чому це лайно завжди трапляється саме з нами?»
- Вигадана історія походження виразу «Shit happens» показана в фільмі «Форрест Гамп» (1994). Герой Тома Генкса здійснює забіг від східного узбережжя США до західного. Коли Форрест біг, до нього звернувся за порадою чоловік, який продає наліпки на бампери, з проханням: чи не міг би він придумати гарне гасло. У цей час Форрест вступає в купу собачих екскрементів, на що шанувальник звертає увагу: «О, ви вступили у собаче лайно!». Форрест відповідає: «Це трапляється» (It happens). «Що, лайно?» — Перепитує гасло-мейкер, на що Гамп відповідає: «Іноді» (Sometimes). Так бізнесмен створює потрібну фразу. Через кілька років Форрест дізнався, що та людина випустила нову наклейку і добре на ній заробила. У телеверсії фільму під час діалогу Форреста зі слоган-мейкером слово «shit» заглушено, а дві його перші літери в зображенні наліпки замазані (залишилося слово it — «це»).

## Правовий статус
- Незважаючи на те, що наліпки для бамперів з гаслом «Shit happens» популярні на всій території США, в одному зі штатів (Джорджія) була спроба заборонити їх використання. Однак, верховний суд штату визначив, що заборона на виготовлення непристойних або вульгарних наліпок, а також на нанесення їх на транспортні засоби, є неконституційною.